# La Cluse-et-Mijoux
La Cluse-et-Mijoux is een gemeente in het Franse departement Doubs (regio Bourgogne-Franche-Comté). De plaats maakt deel uit van het arrondissement Pontarlier. La Cluse-et-Mijoux telde op 1 januari 2022 1.317 inwoners.
Het Kasteel van Joux werd in de middeleeuwen gebouwd als verdediging van het lager gelegen, strategisch belangrijke Pontarlier. Na 1678 ging de streek naar Frankrijk. In 1775 werd de revolutionair Mirabeau vastgezet in het kasteel. De Fransen bouwden de nieuwe forten Catina en Malher.

## Geografie
De oppervlakte van La Cluse-et-Mijoux bedraagt 22,5 km², de bevolkingsdichtheid is 58 inwoners per km² (per 1 januari 2019).
De onderstaande kaart toont de ligging van La Cluse-et-Mijoux met de belangrijkste infrastructuur en aangrenzende gemeenten.

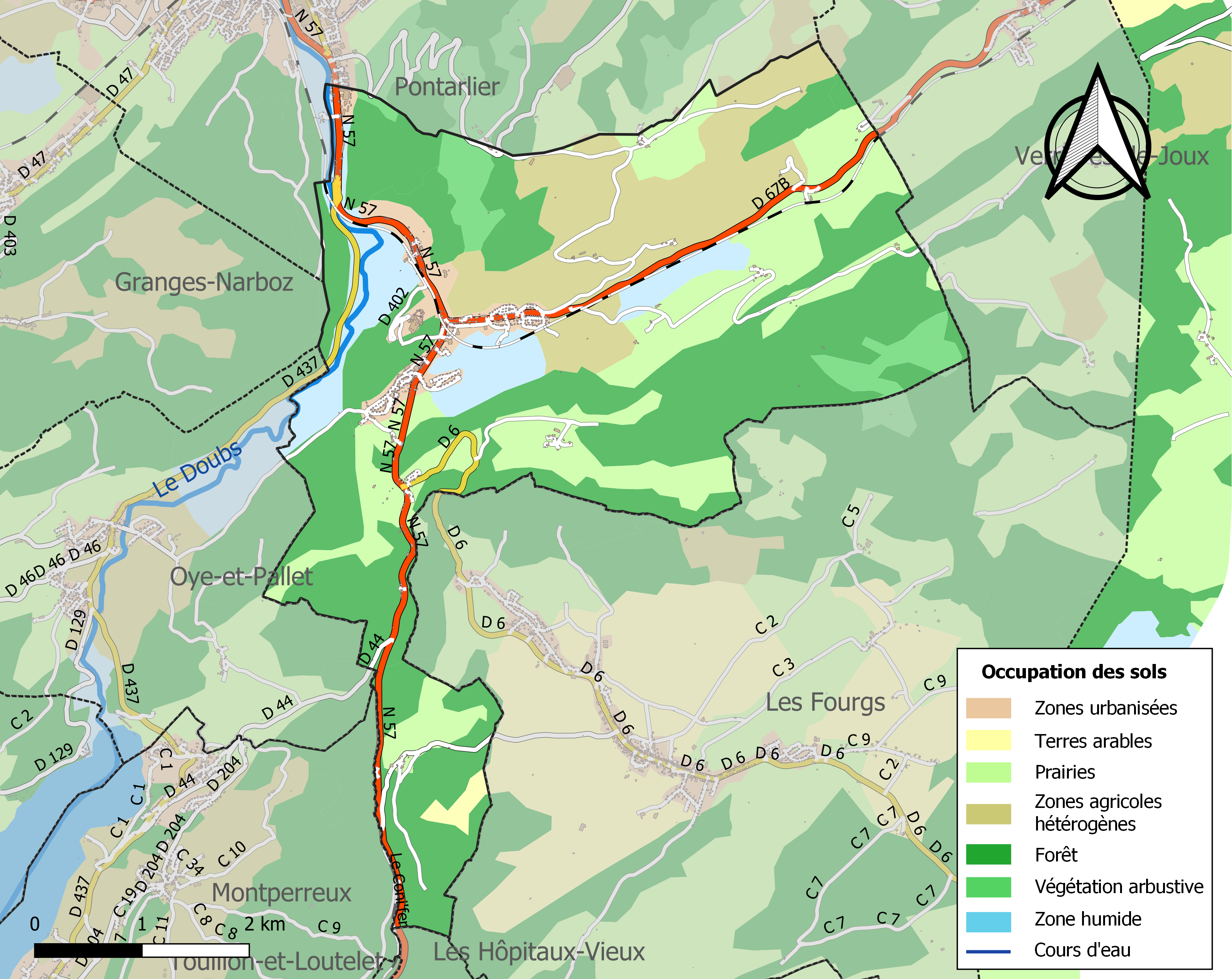

## Demografie
Onderstaande figuur toont het verloop van het inwonertal (bron: INSEE-tellingen).